# Prix Tito Giovanardi
Le Prix Tito Giovanardi (en italien Gran Premio Tito Giovanardi) est une course hippique de trot attelé se déroulant au mois de mai sur l'hippodrome Ghirlandina (sv) à Modène (Italie).
C'est une course de Groupe I réservée aux chevaux de 3 ans.
Elle se court sur la distance de 2 080 mètres, départ à l'autostart. En 2025, l'allocation est de 154 000 € dont 64 400 € pour le vainqueur.

## Palmarès depuis 1988
| Année | Vainqueur         | Père              | Driver                | Distance | Réd.km |
| ----- | ----------------- | ----------------- | --------------------- | -------- | ------ |
| 2025  | Ginostrabliggi    | Muscle Hill       | Gabriele Gelormini    | 2 080 m  | 1'13"8 |
| 2024  | Falco Killer Gar  | Varenne           | Alessandro Gocciadoro | 2 080 m  | 1'15"5 |
| 2023  | Ector Francis     | Nad Al Sheba      | Gaetano di Nardo      | 2 080 m  | 1'14"4 |
| 2022  | Dimitri Ferm      | Nad Al Sheba      | Andrea Farolfi        | 2 080 m  | 1'13"6 |
| 2021  | Callmethebreeze   | Trixton           | Andrea Guzzinati      | 2 080 m  | 1'14"5 |
| 2020  | Blackflash Bar    | Oroduporo Dar     | Santo Mollo           | 2 080 m  | 1'14"5 |
| 2019  | Al Capone Stecca  | Napoleon Bar      | Giampaolo Minnucci    | 2 080 m  | 1'14"4 |
| 2018  | Zabul Fi          | Ganymède          | Andrea Farolfi        | 2 080 m  | 1'14"2 |
| 2017  | Vivid Wise As     | Yankee Glide      | Enrico Bellei         | 2 080 m  | 1'12"4 |
| 2016  | Unno del Duomo    | Ganymède          | Andrea Farolfi        | 2 080 m  | 1'12"9 |
| 2015  | Tresor ZS         | El Nino           | Andrea Farolfi        | 2 060 m  | 1'14"5 |
| 2014  | Sing Hallelujah   | SJ's Caviar       | Roberto Vecchione     | 2 060 m  | 1'14"5 |
| 2013  | Rambo ZS          | Gruccione Jet     | Andrea Guzzinati      | 2 060 m  | 1'15"7 |
| 2012  | Pascia' Lest      | Varenne           | Enrico Bellei         | 2 060 m  | 1'15"3 |
| 2011  | Obama Gar         | SJ's Photo        | Enrico Bellei         | 2 060 m  | 1'15"2 |
| 2010  | Nad Al Sheba      | Windsong's Legacy | Davide Nuti           | 2 060 m  | 1'15"3 |
| 2009  | Mirtillo Rosso    | Legendary Lover K | Enrico Bellei         | 2 060 m  | 1'14"  |
| 2008  | Lana Del Rio      | Varenne           | Santo Mollo           | 2 060 m  | 1'14"3 |
| 2007  | Ideale Luis       | Lemon Dra         | Enrico Bellei         | 2 060 m  | 1'14"2 |
| 2006  | Gruccione Jet     | Pine Chip         | Lorenzo Baldi         | 2 060 m  | 1'14"  |
| 2005  | Faliero As        | Lemon Dra         | Mauro Baroncini       | 2 060 m  | 1'15"3 |
| 2004  | Ellymay           | Supergill         | Pietro Gubellini      | 2 060 m  | 1'15"9 |
| 2003  | Daguet Rapide     | Pine Chip         | Pietro Gubellini      | 2 060 m  | 1'16"8 |
| 2002  | Cortez Gar        | Ambro Goal        | Mario Rivara          | 2 060 m  | 1'15"7 |
| 2001  | Boss di Jesolo    | Baltic Speed      | Mauro Baroncini       | 2 060 m  | 1'16"4 |
| 2000  | Almahurst Om      | Waikiki Beach     | Roberto Andreghetti   | 2 060 m  | 1'16"1 |
| 1999  | Zinzan Brooke Tur | Enguerillero      | Marco Smorgon         | 2 060 m  | 1'15"4 |
| 1998  | Viking Kronos     | American Winner   | Lutfi Kolgjini        | 1 600 m  | 1'15"6 |
| 1997  | Upson Bi          | Park Avenue Joe   | Arnaldo Pollini       | 1 600 m  | 1'15"5 |
| 1996  | Tinak Mo          | Dicks Bell        | Biagio Lo Verde       | 1 600 m  | 1'15"1 |
| 1995  | Sofocle Egral     | Argo Ve           | Mauro Baroncini       | 1 600 m  | 1'15"2 |
| 1994  | Rapid Effe        | Speedy Somolli    | Mario Rivara          | 1 600 m  | 1'14"6 |
| 1993  | Prestige Nor      | Royal Prestige    | Lorenzo Baldi         | 1 600 m  | 1'14"9 |
| 1992  | Offen LB          | Torway            | Håkan Wallner         | 1 600 m  | 1'15"7 |
| 1991  | Nigody            | Noble Move        | Dan Hultberg          | 1 600 m  | 1'15"7 |
| 1990  | Mint di Jesolo    | Gator Bowl        | Antonio Luongo        | 1 600 m  | 1'15"4 |
| 1989  | Lurabo Blue       | Sharif di Iesolo  | Håkan Wallner         | 1 600 m  | 1'15"  |
| 1988  | Inglewood OM      | Bonefish          | Vittorio Guzzinati    | 1 600 m  | 1'16"  |